# Fun Boy Three
Fun Boy Three – brytyjski zespół z pogranicza nowej fali i pop-rocka działający w latach 1981–83.
Założycielami grupy byli eks-członkowie brytyjskiej grupy „drugiej fali ska” The Specials – Terry Hall, Neville Staple i Lynval Golding. Po rozpadzie grupy Hall założył zespół The Colourfield a Staple i Golding na pewien czas zaprzestali aktywności muzycznej.

## Skład
- Terry Hall – wokal
- Neville Staple – wokal
- Lynval Golding – gitara, wokal

## Dyskografia

### Albumy
- Fun Boy Three (Chrysalis 1982) UK # 7
- Waiting (Chrysalis 1983) UK # 14

### Single
- „The Lunatics (Have Taken Over the Asylum)” (Chrysalis 1981) UK # 20
- „It Ain't What You Do....” (Chrysalis 1982) UK # 4 – razem z zespołem Bananarama
- „Really Saying Something” (London 1982) UK # 5 – razem z zespołem Bananarama
- „The Telephone Always Rings” (Chrysalis 1982) UK # 17
- „Summertime” (Chrysalis 1982) UK # 18
- „The More I See (The Less I Believe)” (Chrysalis 1982) UK # 68
- „Tunnel of Love” (Chrysalis 1983) UK # 10
- „Our Lips Are Sealed” (Chrysalis 1983) UK # 7
- „The Farm Yard Connection” (Chrysalis 1983)

### Kompilacje
- The Best of Fun Boy Three (1984)
- Live on the Test (1994) (nagranie z 1983 r.)
- Fun Boy Three - The Best of (1996)
- Really Saying Something: The Best of Fun Boy Three (1997)
- Fun Boy Three/The Colourfield the Singles (1994)
- The Very Best of the Specials and Fun Boy Three (2000)
- The Best of the Specials & Fun Boy Three (2006)